# IC 1987-4
IC 1987-4 — галактика типу C (компактна галактика) у сузір'ї Сітка.
Цей об'єкт міститься в оригінальній редакції індексного каталогу.